# Irina Velihanova
Irina Velihanova (17 marzo 1996) è una multiplista turkmena.

## Palmarès
| Anno | Manifestazione             | Sede     | Evento     | Risultato | Prestazione | Note                          |
| ---- | -------------------------- | -------- | ---------- | --------- | ----------- | ----------------------------- |
| 2013 | Mondiali allievi           | Donec'k  | Eptathlon  | 33ª       | 4341 p.     |                               |
| 2014 | Campionati asiatici indoor | Hangzhou | Pentathlon | 10ª       | 2508 p.     |                               |
| 2014 | Mondiali juniores          | Eugene   | Eptathlon  | 22ª       | 4347 p.     |                               |
| 2016 | Campionati asiatici indoor | Doha     | Pentathlon | 4ª        | 3524 p.     |                               |
| 2017 | Giochi asiatici indoor     | Aşgabat  | Eptathlon  | 4ª        | 3787 p.     |                               |
| 2018 | Campionati asiatici indoor | Teheran  | Pentathlon | Bronzo    | 3730 p.     |                               |
| 2019 | Campionati asiatici        | Doha     | Eptathlon  | 9ª        | 5344 p.     | Miglior prestazione personale |
| 2019 | Mondiali                   | Doha     | 100 m hs   | Batteria  | 14"79       |                               |